# مطار المسيلة
مطار المسيلة هو مطارٌ كان للاستخدام العام يقع بالقرب من ولاية المسيلة في الجزائر. تشير الإحداثيات المدرجة إلى بقايا مهدومة، لما قد يكون مُدرج بطول 800 متر (2,600 قدم) من الأرض.